# Stíhání oběti
Stíhání oběti (v anglickém originále Captive Pursuit) je v pořadí šestá epizoda první sezóny seriálu Star Trek: Stanice Deep Space Nine.

## Příběh
U stanice Deep Space Nine zakotví poškozená neidentifikovaná loď z kvadrantu gamma. Její pilot, humanoid s rysy plazů, se identifikuje jako Tosk. Nevyžaduje odpočinek, nemá smysl pro humor a dokáže se udělat neviditelným. Je první zjištěnou formou života z kvadrantu gamma. I přes řadu rozdílů se O'Brienovi podaří s Toskem navázat jisté přátelství, když společně opravují jeho loď. Nicméně Tosk se pokusí ukrást na stanici zbraně, a proto je zadržen a umístěn do cely.
Červí dírou přiletí uniformovaní cizinci, násilím proniknou na stanici a dojde k přestřelce. Později vysvětlí, že Toskové jsou vyšlechtěni k lovu jako kořist a celý život tráví přípravami na tento lov. Kira navrhne, aby Tosk požádal Federaci o azyl, on ale odmítne. I když s tím komandér Sisko vnitřně nesouhlasí, podle Základní směrnice musí Toska cizincům vydat. Nicméně když O'Brien pomáhá Toskovi uniknout ze stanice, staniční bezpečnost je viditelně pomalá při snaze útěku zabránit. Lovci se dostanou do pasti nastražené O'Brienem a Toskovi se podaří uniknout. Ačkoli Sisko udělá O'Brienovi přednášku o předpisech Hvězdné flotily, je také rád, že Tosk unikl.

## Zajímavosti
- Poprvé je zmíněno, že Odo nepoužívá ruční zbraně. Tuto zásadu se tvůrcům podařilo dodržet v celém seriálu.
- Epizoda získala cenu Emmy v kategorii „Nejlepší masky“ za masku Toska.
- Poprvé se v seriálu objeví vyvinutá rasa Lovců.